# Liste der Monuments historiques in Weckolsheim
Die Liste der Monuments historiques in Weckolsheim führt die Monuments historiques in der französischen Gemeinde Weckolsheim auf.

## Liste der Objekte
| Bezeichnung                                                                  | Beschreibung                          | Standort                       | Kennzeichnung | Schutzstatus | Datum | Bild |
| ---------------------------------------------------------------------------- | ------------------------------------- | ------------------------------ | ------------- | ------------ | ----- | ---- |
| Gemälde Maria mit Jesus und Johannes dem Täufer als Kind, umgeben von Engeln | Ölfarbe auf Leinwand, 17. Jahrhundert | im ehemaligen Pfarrhaus (Lage) | PM68000419    | Classé       | 1983  |      |
| Gemälde Das letzte Abendmahl                                                 | Ölfarbe auf Holz, 16. Jahrhundert     | im ehemaligen Pfarrhaus (Lage) | PM68000501    | Classé       | 1983  |      |